# Colombiaans voetbalelftal in 1992
Het Colombiaans voetbalelftal speelde in totaal slechts twee officiële interlands in het jaar 1992. De nationale selectie stond onder leiding van interim-bondscoach Humberto Ortíz, de opvolger van de in 1991 opgestapte Luis Augusto García.

## Balans
| Wedstrijden | Wedstrijden | Wedstrijden | Wedstrijden | Doelpunten | Doelpunten | Doelpunten | Punten |
| Gespeeld    | Winst       | Gelijk      | Verlies     | Voor       | Tegen      | Saldo      | Punten |
| ----------- | ----------- | ----------- | ----------- | ---------- | ---------- | ---------- | ------ |
| 2           | 1           | 1           | 0           | 1          | 0          | +1         | 1.500  |

## Interlands
|                                              |                  |                     |          |                                                                                              |
| 31 juli Amistad Cup № 217 «onderlinge duels» | Verenigde Staten | 0 – 1               | Colombia | Memorial Coliseum, Los Angeles Toeschouwers: 28.651 Scheidsrechter: José Antonio Garza (MEX) |
| 31 juli Amistad Cup № 217 «onderlinge duels» |                  | 33' Adolfo Valencia |          | Memorial Coliseum, Los Angeles Toeschouwers: 28.651 Scheidsrechter: José Antonio Garza (MEX) |

|                                                 |        |       |          |                                                                                          |
| 2 augustus Amistad Cup № 218 «onderlinge duels» | Mexico | 0 – 0 | Colombia | Memorial Coliseum, Los Angeles Toeschouwers: 17.021 Scheidsrechter: Raul Dominguez (USA) |
| 2 augustus Amistad Cup № 218 «onderlinge duels» |        |       |          | Memorial Coliseum, Los Angeles Toeschouwers: 17.021 Scheidsrechter: Raul Dominguez (USA) |

## Statistieken
| Eddy Villaraga      | 1969-09-09 | Independiente Medellín | 2 | 0 | 0 | 2  | 0 |
| Verdediging         |            |                        |   |   |   |    |   |
| Andrés Escobar      | 1967-03-13 | Atlético Nacional      | 2 | 0 | 0 | 36 | 1 |
| Alexis Mendoza      | 1961-11-08 | América de Cali        | 2 | 0 | 0 | 14 | 0 |
| Luis Carlos Perea   | 1963-12-29 | Independiente Medellín | 2 | 0 | 0 | 50 | 1 |
| Luis Antonio Moreno | 1970-12-25 | América de Cali        | 2 | 0 | 0 | 2  | 0 |
| Wilson Pérez        | 1967-08-09 | América de Cali        | 2 | 0 | 0 | 20 | 0 |
| Middenveld          |            |                        |   |   |   |    |   |
| Freddy Rincón       | 1966-08-14 | América de Cali        | 2 | 0 | 0 | 25 | 5 |
| Carlos Valderrama   | 1961-09-02 | Independiente Medellín | 2 | 0 | 0 | 41 | 5 |
| Wilmer Cabrera      | 1967-09-15 | América de Cali        | 1 | 1 | 0 | 11 | 0 |
| Leonel Álvarez      | 1965-07-29 | América de Cali        | 1 | 0 | 0 | 47 | 1 |
| Robert Villamizar   | 1969-11-25 | Atlético Bucaramanga   | 0 | 1 | 0 | 1  | 0 |
| Aanval              |            |                        |   |   |   |    |   |
| Adolfo Valencia     | 1968-02-06 | Independiente Santa Fe | 2 | 0 | 1 | 2  | 1 |
| Antony de Ávila     | 1962-12-21 | América de Cali        | 2 | 0 | 0 | 26 | 7 |
| Miguel Guerrero     | 1967-09-07 | Atlético Junior        | 0 | 2 | 0 | 5  | 1 |

## Olympische Spelen
Onder leiding van bondscoach Hernán Darío Gómez deed Colombia in 1992 mee aan het olympisch voetbaltoernooi in Barcelona, waar de selectie in de eerste ronde werd uitgeschakeld na nederlagen tegen gastland en de latere kampioen Spanje (4-0) en Egypte (3-4).

### Groep B
|         |                                                                 |       |          |                                                                                        |
| 24 juli | Spanje                                                          | 4 – 0 | Colombia | Estadio Luis Casanova, Valencia Toeschouwers: 18.000 Scheidsrechter: Markus Merk (GER) |
| 24 juli | Josep Guardiola 10' Kiko 37' Rafael Berges 41' Luis Enrique 69' |       |          | Estadio Luis Casanova, Valencia Toeschouwers: 18.000 Scheidsrechter: Markus Merk (GER) |

|         |                        |       |                  |                                                                                                 |
| 27 juli | Colombia               | 1 – 1 | Qatar            | Estadio Nova Creu Alta, Sabadell Toeschouwers: 4.000 Scheidsrechter: Arturo Brizio Carter (MEX) |
| 27 juli | Víctor Aristizábal 62' |       | 89' Mahmoud Souf | Estadio Nova Creu Alta, Sabadell Toeschouwers: 4.000 Scheidsrechter: Arturo Brizio Carter (MEX) |

|         |                                                         |       |                                                                                   |                                                                                        |
| 29 juli | Colombia                                                | 3 – 4 | Egypte                                                                            | Estadio Nova Creu Alta, Sabadell Toeschouwers: 4.500 Scheidsrechter: Ali Bujsaim (UAE) |
| 29 juli | Hernán Gaviria 8' Víctor Pacheco 14' Hernán Gaviria 84' |       | 27' Mohamed Abdelrazik 47' Ibrahim El-Masry 90+1' Hady Khashba 90+4' Hady Khashba | Estadio Nova Creu Alta, Sabadell Toeschouwers: 4.500 Scheidsrechter: Ali Bujsaim (UAE) |

| Nummer / Naam     | Nummer / Naam        | Geboortedatum | Caps | Goals | Club                   | Duels | Goal | Kreeg geel | Kreeg voor de tweede keer geel en dus rood | Weggestuurd |
| Doel              | Doel                 | Doel          | Doel | Doel  | Doel                   | Doel  | Doel | Doel       | Doel                                       | Doel        |
| ----------------- | -------------------- | ------------- | ---- | ----- | ---------------------- | ----- | ---- | ---------- | ------------------------------------------ | ----------- |
| 1                 | Miguel Ángel Calero  | 14/04/1971    |      |       | Deportivo Cali         | 2     | 0    | 1          | 0                                          | 0           |
| 12                | Faryd Mondragón      | 21/06/1971    |      |       | Independiente Santa Fe | 1     | 0    | 0          | 0                                          | 0           |
| Verdediging       |                      |               |      |       |                        |       |      |            |                                            |             |
| 2                 | Jorge Bermúdez       | 18/06/1971    |      |       | América de Cali        | 3     | 0    | 0          | 0                                          | 0           |
| 3                 | Robeiro Moreno       | 11/11/1969    |      |       | Arco Zaragoza          | 2     | 0    | 0          | 0                                          | 0           |
| 4                 | José Santa           | 12/11/1970    |      |       | Atlético Nacional      | 3     | 0    | 2          | 0                                          | 0           |
| 5                 | Víctor Marulanda     | 03/02/1971    |      |       | Atlético Nacional      | 2     | 0    | 0          | 0                                          | 0           |
| 13                | Geovanis Cassiani    | 10/01/1970    |      |       | Atlético Nacional      | 1     | 0    | 0          | 1                                          | 0           |
| Middenveld        |                      |               |      |       |                        |       |      |            |                                            |             |
| 6                 | Hernán Gaviria       | 27/11/1969    |      |       | Atlético Nacional      | 3     | 2    | 0          | 0                                          | 0           |
| 8                 | Harold Lozano        | 30/03/1972    |      |       | América de Cali        | 3     | 0    | 1          | 0                                          | 0           |
| 10                | Víctor Pacheco       | 24/09/1974    |      |       | Atlético Junior        | 3     | 1    | 0          | 0                                          | 0           |
| 14                | John Wilmar Pérez    | 21/02/1970    |      |       | Independiente Medellín | 1     | 0    | 0          | 0                                          | 0           |
| 17                | John Jairo Mejia     | 12/03/1970    |      |       | Vlag van Colombia      | 0     | 0    | 0          | 0                                          | 0           |
| 18                | Diego Osorio         | 21/07/1970    |      |       | Atlético Nacional      | 1     | 0    | 0          | 0                                          | 0           |
| 20                | Omar Cañas           | 16/09/1969    |      |       | América de Cali        | 2     | 0    | 1          | 0                                          | 0           |
| Aanval            |                      |               |      |       |                        |       |      |            |                                            |             |
| 7                 | Faustino Asprilla    | 10/11/1969    |      |       | Atlético Nacional      | 3     | 0    | 2          | 0                                          | 0           |
| 9                 | Iván Valenciano      | 18/03/1972    |      |       | Atlético Junior        | 1     | 0    | 0          | 0                                          | 1           |
| 11                | Carlos Alberto Uribe | 26/09/1969    |      |       | Vlag van Colombia      | 2     | 0    | 0          | 0                                          | 0           |
| 15                | Víctor Aristizábal   | 09/12/1971    |      |       | Atlético Nacional      | 3     | 1    | 1          | 0                                          | 0           |
| 16                | Gustavo Restrepo     | 24/09/1969    |      |       | Atlético Nacional      | 2     | 0    | 0          | 0                                          | 0           |
| 19                | Jairo Zulbarán       | 07/01/1970    |      |       | Vlag van Colombia      | 1     | 0    | 0          | 0                                          | 0           |
| Bondscoach        |                      |               |      |       |                        |       |      |            |                                            |             |
| Vlag van Colombia | Hernán Darío Gómez   | 03/02/1956    |      |       |                        |       |      |            |                                            |             |

Colfútbol · A-internationals · Selecties · Statistieken · Bondscoaches · Colombiaans vrouwenelftal · Olympisch elftal · Colombia U20 · Colombia U17
1938 – 1949 ·
1950 – 1959 ·
1960 – 1969 ·
1970 – 1979 ·
1980 – 1989 ·
1990 – 1999 ·
2000 – 2009 ·
2010 – 2019 ·
2020 – 2029
WK 1962 · 
WK 1990 · 
WK 1994 · 
WK 1998 · 
WK 2014 · 
WK 2018
OS 1968 · 
OS 1972 · 
OS 1980 · 
OS 1992 · 
OS 2016
1938 · 
1939 · 1940 · 1941 · 1942 · 1943 · 1944 · 
1946 · 
1947 · 
1948 · 
1949 · 
1950 · 1951 · 1952 · 1953 · 1954 · 1955 · 1956 · 
1957 · 
1958 · 1959 · 1960 · 
1961 · 
1962 · 
1963 · 
1964 · 
1965 · 
1966 · 
1967 · 
1968 · 
1969 · 
1970 · 
1971 · 
1972 · 
1973 · 
1974 · 
1975 · 
1976 · 
1977 · 
1978 · 
1979 · 
1980 · 
1981 · 
1982 · 
1983 · 
1984 · 
1985 · 
1986 · 
1987 · 
1988 · 
1989 · 
1990 ·
1991 · 
1992 · 
1993 · 
1994 · 
1995 · 
1996 · 
1997 · 
1998 · 
1999 · 
2000 · 
2001 · 
2002 · 
2003 · 
2004 · 
2005 · 
2006 · 
2007 · 
2008 · 
2009 · 
2010 · 
2011 · 
2012 · 
2013 · 
2014 · 
2015 · 
2016 · 
2017 ·
2018 ·
2019 ·
2020 ·
2021
Algerije ·
Argentinië ·
Australië ·
Bahrein ·
België ·
Bolivia · 
Brazilië ·
Canada ·
Chili ·
China · 
Costa Rica ·
Cuba ·
DDR ·
Duitsland ·
Ecuador ·
Egypte ·
El Salvador ·
Engeland ·
Finland ·
Frankrijk ·
Griekenland ·
Guatemala · 
Haïti ·
Honduras ·
Hongarije ·
Hongkong ·
Ierland ·
Irak ·
Israël ·
Ivoorkust ·
Jamaica ·
Japan ·
Joegoslavië ·
Jordanië ·
Kameroen ·
Koeweit · 
Liberia · 
Marokko ·
Mexico ·
Montenegro ·
Nederland ·
Nederlandse Antillen ·
Nicaragua ·
Nieuw-Zeeland · 
Nigeria ·
Noord-Ierland ·
Noorwegen ·
Panama ·
Paraguay ·
Peru ·
Polen ·
Puerto Rico ·
Qatar ·
Roemenië ·
Saoedi-Arabië ·
Schotland ·
Senegal ·
Servië ·
Slovenië ·
Slowakije ·
Sovjet-Unie ·
Spanje ·
Trinidad en Tobago ·
Tsjecho-Slowakije ·
Tunesië · 
Turkije · 
Uruguay ·
Venezuela ·
Verenigde Arabische Emiraten · 
Verenigde Staten ·
Zuid-Afrika ·
Zuid-Korea ·
Zweden ·
Zwitserland
Brazilië (2014) ·
Engeland (2018) ·
Griekenland (2014) ·
Ivoorkust (2014) ·
Japan (2014) ·
Japan (2018) ·
Polen (2018) ·
Senegal (2018) ·
Uruguay (2014)